# Nikołaj Gorodiecki
Nikołaj Gorodiecki (ros. Николай Городецкий) – szermierz, florecista reprezentujący Rosję, uczestnik igrzysk w Sztokholmie w 1912 roku, gdzie wystartował w indywidualnym turnieju florecistów.